# Torrejón de Ardoz
Torrejón de Ardoz település Spanyolországban, Madrid tartományban. Torrejón de Ardoz Ajalvir, Alcalá de Henares, San Fernando de Henares, Paracuellos de Jarama, Daganzo de Arriba és Barajas községekkel határos. Lakosainak száma 140 626 fő (2024).